# Папоце
Папоце (итал. Papozze) је насеље у Италији у округу Ровиго, региону Венето.
Према процени из 2011. у насељу је живело 3430 становника. Насеље се налази на надморској висини од -3 м.

## Становништво
Према резултатима пописа становништва 2011. у општини је живело 1.645 становника.
| 1931. | 1936. | 1951. | 1961. | 1971. | 1981. | 1991. | 2001. | 2011. |
| ----- | ----- | ----- | ----- | ----- | ----- | ----- | ----- | ----- |
| 5.507 | 5.555 | 5.172 | 3.404 | 2.427 | 2.072 | 1.873 | 1.743 | 1.645 |